# 犬子葫蘆祭

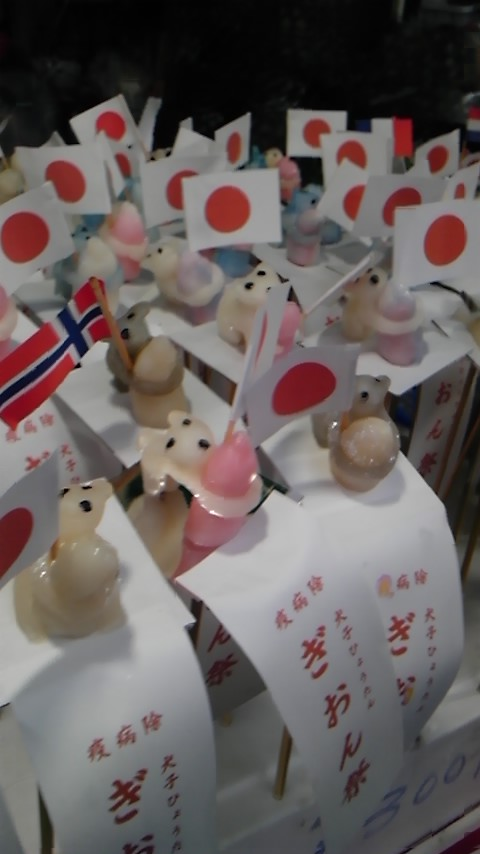
犬子葫蘆

犬子葫蘆祭（日语：犬子ひょうたん祭）為熊本縣山鹿市八坂神社（大宮神社境內）的例行大祭，於每年6月15日舉行，正式名稱為「祗園祭」。將米磨粉後製成的御守「犬子葫蘆」據說可以消災解厄，因此有相當多的參拜者來訪。另外，在山鹿此節日又稱為，當地居民從這天開始有穿著浴衣的習慣。

## 祭典由來
祭典起源於江戶末期，據說某年因山鹿地區瘟疫盛行，無論如何祈禱都不見好轉。疫情持續蔓延之際，祇園神託夢給了當地人們，並道：「目前的神社位處低地，是不淨之地，須將宮居移至較高的衫山地區。」於是當地人們就將神社遷往了現在的地方。此時，出現了一隻小狗，一直在神轎的周圍徘徊，直到順利遷移後突然消失。從此之後，疫情逐漸好轉，人們認為這隻小狗一定是祇園神或是其使者的化身。並用米磨碎的粉做成小狗抱著葫蘆（祇園神愛好喝酒）的樣子，當作御守擺設在房間內。
據說若當天下起小雨的話，這一年的作物將會大豐收。

## 活動內容

### 紙芝居
祭典時會上演以犬子葫蘆祭由來為主的紙芝居。由大宮神社境內「葫蘆會」成員舉辦。

### 神樂
由住在中村的男性在大宮神社境內舉辦。次數根據年份而不同，奇數回舉辦。

## 外部連結
- 大宮神社 （页面存档备份，存于）（日文）